# Pérvaya Siniuja
Pérvaya Siniuja (del ruso: Первая Синюха) es un jútor del raión de Labinsk del krai de Krasnodar, en el sur de Rusia. Está situada en la zona de colinas y pequeños bosques en las llanuras al norte de las estribaciones septentrionales del Cáucaso, a orillas del río Siniuja, tributario del río Chamlyk, que lo es del río Labá, afluente del Kubán, 26 km al este de Labinsk y 170 km al este de Krasnodar, la capital del krai. Tenía 1 709 habitantes en 2010
Es cabeza del municipio Pervosiniujinskoye, al que pertenecen Bratski, Nekrásov, Bocharov, Lukin y Zariá. En conjunto el municipio tiene una superficie de 92.64 km².

## Historia
En 1840 se erigió el fuerte Siniujski a orillas del río Siniuja, entre las cuencas de los ríos Chamlyk y Urup. En la década de 1870 se construyó en sus alrededores un jútor con el mismo nombre que en 1946 fue rebautizado con el nombre actual.

## Economía
La principal compañía de la localidad es la OOO AF Niva.

## Servicios sociales
La población cuenta con una escuela (nº25), un jardín de infancia, un polideportivo, un centro de cultura y ocio y un ambulatorio.